# Hana Strašáková
Hana Strašáková (* 29. dubna 1998 Brno) je česká aktivistka, bývalá mluvčí Milionu chvilek pro demokracii, publicistka, podcasterka a moderátorka.

## Biografie
Hana Strašáková se narodila v roce 1998 do katolické rodiny, vyrůstala ve Zbraslavi a Rapoticích, následně vystudovala pedagogické lyceum na Cyrilometodějském gymnáziu a střední odborné škole pedagogické v Brně. Po maturitě nastoupila na Filozofickou fakultu Masarykovy univerzity, kde studovala obory Český jazyk a literatura a Teoretická pedagogika. Věnuje se také pořádání akcí pro křesťanskou mládež, působí ve sboru Schola brněnské mládeže a ve Vysokoškolském katolickém hnutí. 
V letech 2018 - 2021 působila také jako redaktorka zpravodajství Radia Proglas a redaktorka pořadu a podcastu Na dřeň, který nyní se svými kolegy vysílají na volné noze pod názvem Bez filtru na podcastových platformách. V roce 2022 také jako kolektiv autorů Bez filtru vydali knihu rozhovorů Kadas Mana - pět rozhovorů o Bohu mimo kostely, kde Hana Strašáková publikovala rozhovor s brněnským výtvarníkem a streetartistou vystupujícím pod pseudonymem TIMO. Občasně publikuje články do časopisu Heroine.
15. března 2018 pak organizovala svůj první protest a byla hlavní brněnskou pořadatelkou celorepublikové studentské stávky Vyjdi Ven!, při které se na náměstí Svobody sešlo na dva tisíce studentů a další stovky se přidaly z Moravských středních škol i univerzit.
Následně se organizátoři propojili s činností spolku Milion chvilek a od dubna 2018 začali pořádat protesty a akce spojené s Milionem chvilek, v Brně však pod hlavičkou iniciativy Společně Brno, ze které později v říjnu 2018 Hana Strašáková spoluzaložila spolek Společně Brno a nadále byla jednou z jeho mluvčích. Akce také organizovala produkčně, dramaturgicky a starala se o propagaci v médiích, podílela se i na tvorbě sociálních sítí. V Brně Hana Strašáková se svými přáteli zorganizovala desítky akcí, vytvořili také výstavu o období komunismu v Československu mezi lety 1945 - 1989 s názvem "Od převratu k revoluci", kterou vystavovali v ulicích, ale také s ní jezdili přednášet o občanské společnosti na školy. Spolek Společně Brno se věnuje nejen protestům a aktuální politické situaci (komunální i celorepublikové), organizovali také koncerty na podporu demokracie, připomínají důležitá historická výročí naší země, spolu s dobrovolníky vytvořili širokou pomocnou síť během pandemie koronaviru a následně také během ruské agrese na Ukrajině.
Hana Strašáková byla již od začátku také v úzkém kontaktu s pořadateli Milionu chvilek v Praze a se svými brněnskými kolegy se podílela na směřování spolku.
Od léta roku roku 2020 začala v Milionu chvilek pracovat jako garantka týmu péče o organizátory v regionech, od roku 2021 působila jako vedoucí komunikace a mluvčí. Od roku 2022, po odchodu mluvčích a předsedů Mikuláše Mináře a Benjamina Rolla začala působit jako mluvčí spolku Milion chvilek pro demokracii. Spolek reprezentovala na veřejnosti, veřejných akcích a v médiích, před prezidentskými volbami 2023 vedla rozhovory s vybranými kandidáty. na demonstraci v říjnu roku 2022 v Praze na Václavském náměstí se veřejně přihlásila k LGBT+ orientaci.
Z pozice mluvčí Milionu chvilek odešla ke konci dubna roku 2023.
V roce 2024 nastoupila jako manažerka marketingu a PR do spolku Díky, že můžem.[zdroj?]